# Un matrimoni de Boston
Un matrimoni de Boston (títol original en anglès: Boston Marriage) és una obra de teatre del 1999 escrita pel dramaturg estatunidenc David Mamet. L'obra tracta de dues dones del tombant del segle XX que formen un matrimoni de Boston, una relació entre dues dones que pot implicar intimitat física i emocional.

## Sinopsi
Anna i Claire discuteixen sobre el nou descobriment amorós de Claire, mentre que la minyona escocesa d'Anna, Catherine, trenca a plorar pels greus retrets verbals de la seva patrona. Les coses es tensen quan Anna, amant d'un senyor ric, intenta parlar a Claire de la seva professió d'amor per una altra: una jove. Claire, per la seva banda, ja ha fet plans amb el seu jove amor per trobar-se a casa d'Anna amb l'esperança que pugui persuadir el seu nou amor perquè s'involucri en una “assignació vil”. Tanmateix, les coses es posen malament, quan arriba la noia i reconeix que un collaret de maragda que porta l'Anna pertany a la seva mare.
La línia argumental se centra en si Anna i Claire podran trobar una manera d'afrontar-se tant a la noia com al seu pare ric i infidel. L'obra es tradueix a través d'un diàleg ràpid i enginyós de l'època victoriana, barrejat amb expressions de doble sentit i vernacles, per explorar la relació entre les dues dones i la seva criada. Mitjançant l'humor i el matís, l'obra explora la negociació, el conflicte, el compromís i la reconciliació que sorgeixen en la seva relació.

## Història de la producció
Boston Marriage fou produïda originàriament per l'American Repertory Theater (Robert Brustein, Artistic Director; Robert J. Orchard, Managing Director) al Hasty Pudding Theatre a Cambridge, Massachusetts el 4 de juny de 1999. Fou dirigida per David Mamet; l'escenografia era de Sharon Kaitz i J. Michael Griggs; el disseny d'il·luminació era de John Ambrosone; i el disseny de vestuari de Harriet Voyt. El repartiment va incloure Rebecca Pidgeon (Claire), Felicity Huffman (Anna), i Mary McCann (Catherine).
Fou representada a Londres al Donmar Warehouse del març de 2001 a l'abril de 2001. Fou dirigida per Phyllida Lloyd, i protagonitzada per Zoë Wanamaker (Anna), Anna Chancellor (Claire), i Lyndsey Marshal. Es va traslladar al West End al New Ambassadors Theatre, on fou representada del 28 de novembre de 2001 fins al 15 de febrer de 2002.
Boston Marriage fou representada a Melbourne el 2007 produït per la companyia de teatre independent Hoy Polloy. Va ser dirigida per Hoy Polloy, director artístic Wayne Pearn i va comptar amb Helen Hopkins, Corinne Davies i Eleanor Wilson.
Boston Marriage fou representada a Off-Broadway a The Public Theater des del 5 de novembre del 2002 fins al 22 de desembre del 2002. Va ser dirigida per Karen Kohlhaas i protagonitzada per Kate Burton com Anna, Martha Plimpton com Claire, i Arden Myrin.
Fou representada a Lima, Perú a començaments de 2007 sota la direcció de l'actor i director Alberto Isola.
L'obra es va representar a Melbourne, Austràlia per la Melbourne Theatre Company (MTC) des de juny de 2010. Fou protagonitzada per Pamela Rabe, Margaret Mills i Sara Gleeson, dirigida per Aidan Fennessy. Va tornar a la zona de Boston el setembre del 2010, i fou representar al New Repertory Theatre. Com a part del festival de teatre de Dublin 2010, el Gate Theatre de Dublín, va escenificar Boston Marriage com a part del programa "BMP" que celebra els lligams entre Beckett, Pinter i Mamet. L'obra es va representar el 29 de setembre i el 2 d'octubre de 2010.
El 2002 fou representada en castellà al Teatro Lara de Madrid amb un muntatge dirigit per José Pascual i protagonitzat per Kiti Mánver, Blanca Portillo i Nuria Mencía. Als XII Premis de la Unión de Actores Kiti Mánver va guanyar el premi a la millor actriu protagonista de teatre i Nuria Mencía fou nominada a la millor actriu secundària.
El setembre de 2005 fou representada en català al Teatre Lliure de Montjuïc (Barcelona) sota la direcció de Josep Maria Mestres i protagonitzada per Anna Lizaran, Emma Vilarasau i Marta Marco. Ha estat traduïda per Joan Sellent.

## Temàtica lesbiana
Boston Marriage és una de les poques obres de teatre escrites per un dramaturg masculí que inclou exclusivament personatges lesbianes. L'obra adopta una postura antipatriarcal. L'Anna no mostra cap interès genuí per cap home amb què està involucrada. Al final de l'obra, l'interès amorós masculí d'Anna la deixa per la seva dona i vol que torni la joia de maragda que li va donar. Això dona a Claire poder fiscal sobre Anna que contrasta la tradició victoriana dels homes que posseeixen els diners de les seves dones.
La trama de Boston Marriage no inclou els estereotips habituals de les dones casades amb un home, depenent econòmicament dels seus marits, i passen la major part del temps tenint cura dels seus fills.
Boston Marriage és l'única obra de David Mamet que inclou únicament personatges lèsbics.